# Лютый (фильм)
«Лю́тый» (каз. Көксерек) — советский фильм 1973 года режиссёра Толомуша Океева, по рассказу Мухтара Ауэзова «Серый Лютый». Лауреат Всесоюзного кинофестиваля, обладатель почётного диплома Кинофестиваля в Локарно, фильм был номинирован от СССР на премию «Оскар».

## Сюжет
История дружбы маленького мальчика, живущего в степи, и волчонка.
Мальчик по имени Курмаш, рано оставшись сиротой, живёт с бабушкой и дядей Ахангулом, пастухом. Дядя, хлебнувший в жизни немало горя, не верит уже в силу добра и воспитывает племянника в духе волчьей философии: «в жизни побеждает тот, кто сильнее, злее и беспощаднее других».
Как-то дядя берет Курмаша на охоту, где на пути им попадается волчья нора с волчатами, и на глазах у мальчика дядя жестоко расправляется с пятью волчатами. Но шестого мальчик из жалости просит оставить. Так в доме начинает жить волчонок по кличке Коксерек. Они растут вместе, вместе проказничают и играют. Они дружат, не зная того, что люди и волки — враги.
Когда люди хотят убить подросшего зверя, мальчик выпускает друга на волю и сам сбегает из дома, и в степи натыкается на охотника Хасена, каторжанина, скрывающегося в степи от царских жандармов. У него Курмаш обретает духовный уют, сострадание и любовь. И вскоре возвращается домой, пожалев одинокого, затравленного дядю.
Через несколько лет мальчик и волк встречаются вновь: волк, став вожаком волчьей стаи, устраивает разбои в округе. Увидев его, Курмаш хочет надеть на него ошейник — и волк бросается на него.

## В ролях
- Камбар Валиев — Курмаш
- Суйменкул Чокморов — Ахангул
- Алиман Джангорозова — бабушка, мать Ахангула
- Каргамбай Сатаев — Хасен
- Нуржуман Ихтымбаев — сын бая
- Мухамедкали Таванов — эпизод

## Призы и фестивали
- Всесоюзный кинофестиваль (Баку, 1974) — первая премия за исполнение мужской роли Суйменкулу Чокморову и поощрительный диплом жюри исполнителю детской роли Камбару Валиеву.
- 27-й Кинофестиваль в Локарно (Швейцария, 1974) — почётный диплом.

- Номинация от СССР на премию «Оскар» в категории лучший зарубежный фильм.
- Номинация на премию Турецкой ассоциации кинокритиков SIYAD Award (1977) в категории «Лучший иностранный фильм», занял четвёртое место.
- Номинация на Гран-при — «Золотой Хьюго» Международного кинофестиваля в Чикаго (1975)
- Участник кинофестиваля лучших Советских фильмов в британском Йоркшире, октябрь 1974.

- В 2001 году фильм получил приз за вклад в развитие мирового кино на XXIII Кинофестивале трёх континентов (Нант, Франция).